# Boree-Inseln
Die Boree-Inseln umfassen zwei kleine Inseln vor der Küste des ostantarktischen Enderbylands. Sie liegen 3 km westlich des Point Widdows.
Luftaufnahmen, die 1956 im Rahmen der Australian National Antarctic Research Expeditions angefertigt wurden, dienten der Kartierung der Inseln. Das Antarctic Names Committee of Australia (ANCA) benannte sie nach dem volkstümlichen Begriff Boree für die in Australien beheimateten Akazienarten.